# Leucanopsis stipulata
Leucanopsis stipulata là một loài bướm đêm thuộc phân họ Arctiinae, họ Erebidae.